# 高金钊
高金钊（19世纪？—20世纪？）字保卿，浙江会稽人，中華民國大陸時期商人。

## 生平
1912年8月25日，國民黨成立大会在北京湖广会馆召开。在大会上，高金钊当选为10位备补参议之一。
北平总商会创立于1906年，初名「京师商务总会」，后几经变更，曾名「京师总商会」，最终易名「北平总商会」。民国十二年（1923年）9月20日，京师总商会会长孙学仕、副会长高金钊呈财政部文称：「市面倾陷在即，请准各商照市价售授铜元票，以资救济，民国十二年九月二十日。」
中国国民党1928年占据北平前后，总商会会长为天和玉饭庄经理孙学仕，副会长为中和煤矿公司经理冷家骥。1928年12月5日，北平市政府举行第16次市政会议，市长何其巩提出临时动议，指出总商会负责无人，不可任该会长期停顿，社会局等局应妥善解决。12月16日，北平政治分会致函北平市政府，指出总商会宜在北平市政府的监督下，迅速按照新制改组，以免贻人口实。1929年1月12日，总商会拟妥改组办法，报社会局备案。1月25日，总商会举行执委会议选举常委，高金钊、 冷家骥、李廷翰、高伦堂、杨以俭、孙学仕、杨绍棠等七人当选。2月13日，总商会选举主席团委员，北平市政府财政局长、社会局长均到场，北平政治分会、公安局亦派人参加，中国国民党北平市党部拒绝与会，会议选举高伦堂、冷家骥、杨以俭三人组成总商会主席团。